# Friedhof Kreuzweingarten

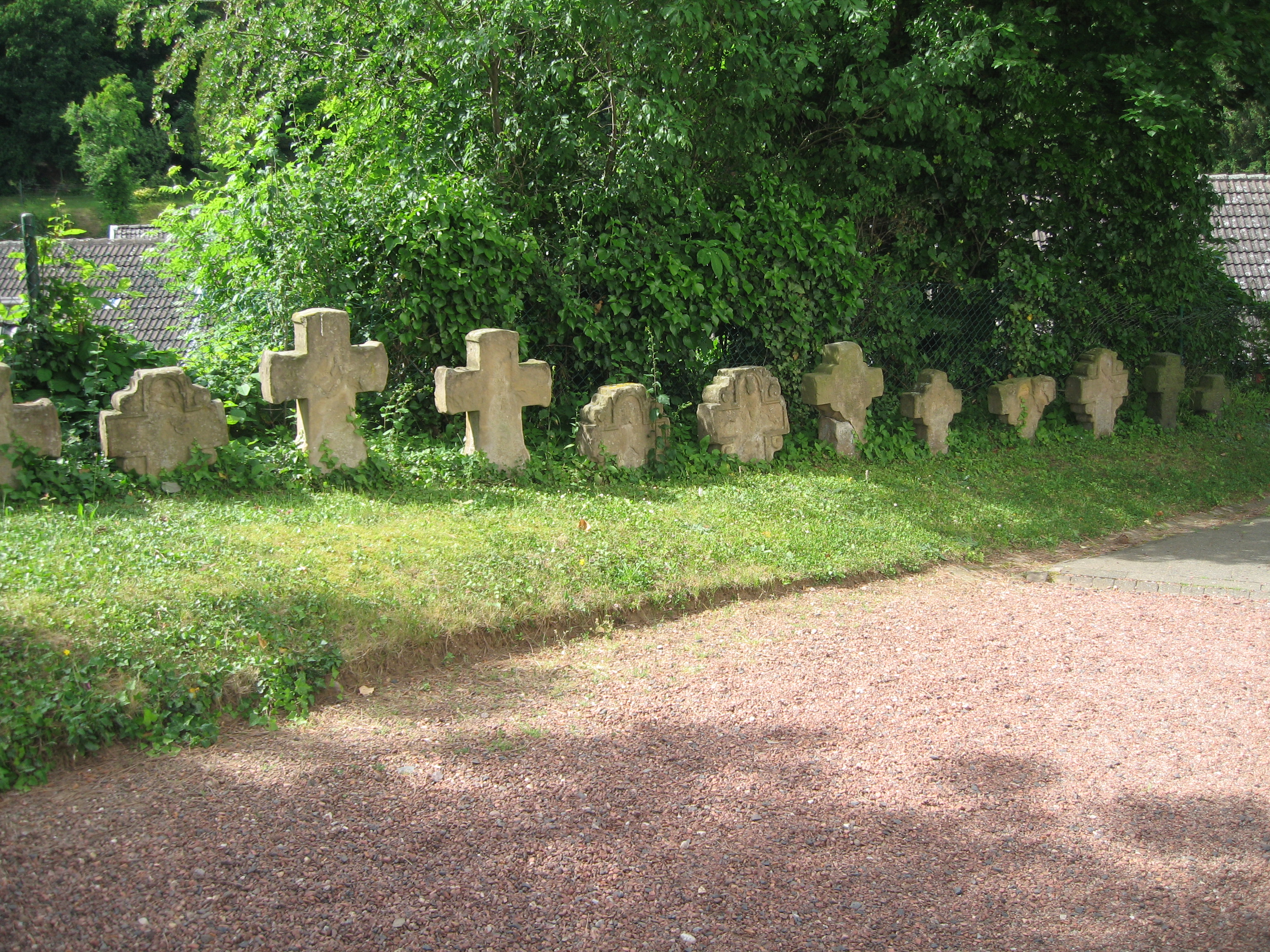
Friedhofskreuze

Der Friedhof von Kreuzweingarten (seit 1969 ein Stadtteil von Euskirchen) schließt sich in Hanglage unmittelbar an die Heilig Kreuz Kirche in Kreuzweingarten an.
Der Begräbnisplatz bestand wohl schon vor dem Bau der Kirche. Das älteste Monument, eine romanische Grabplatte, wird in die Zeit zwischen 1100 und 1299 datiert. Die ältesten Grabkreuze sind gegenüber der Kirche entlang der Friedhofsmauer aufgestellt, von denen zwei aus dem Jahre 1598 stammen, 16 weitere aus dem Zeitraum von 1658 bis 1758. Das steinerne Friedhofskreuz stammt aus dem Jahre 1782.
Der Tuchfabrikant Bernhard Becker stiftete nach dem Ersten Weltkrieg ein Ehrenmal für die Kriegsopfer aus Kreuzweingarten und Rheder, das nach einem Entwurf von Georg Grasegger als kleine Kapelle mit Dreiecksgiebel entstand und 1922 eingeweiht wurde. Zunächst war es mit einem Fresko des Künstlers Walter Corde geschmückt. Es wurde 1936 durch ein Mosaik des Dominikanerpaters Wolfram Plotzke ersetzt, das den auferstandenen Christus darstellt. In die beiden Seitenwände, unterhalb der Tafeln mit den Gefallenen, sind zwei Keramikarbeiten von Plotzke eingelassen. Ein weiteres Mosaik aus seinen Händen schmückt den Brunnen des Friedhofs.

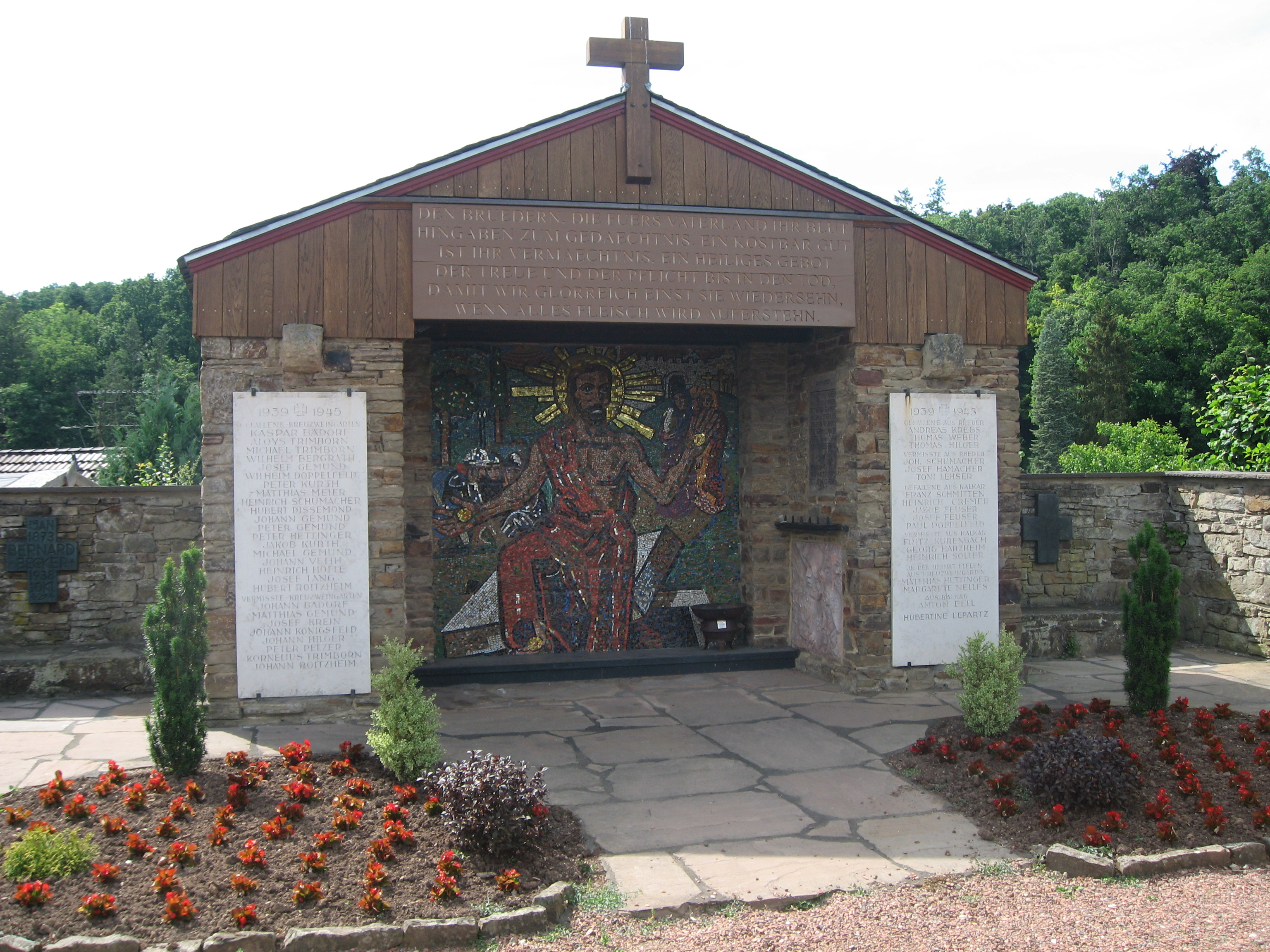
Kriegerehrenmal-Zustand nach der Renovierung 2015
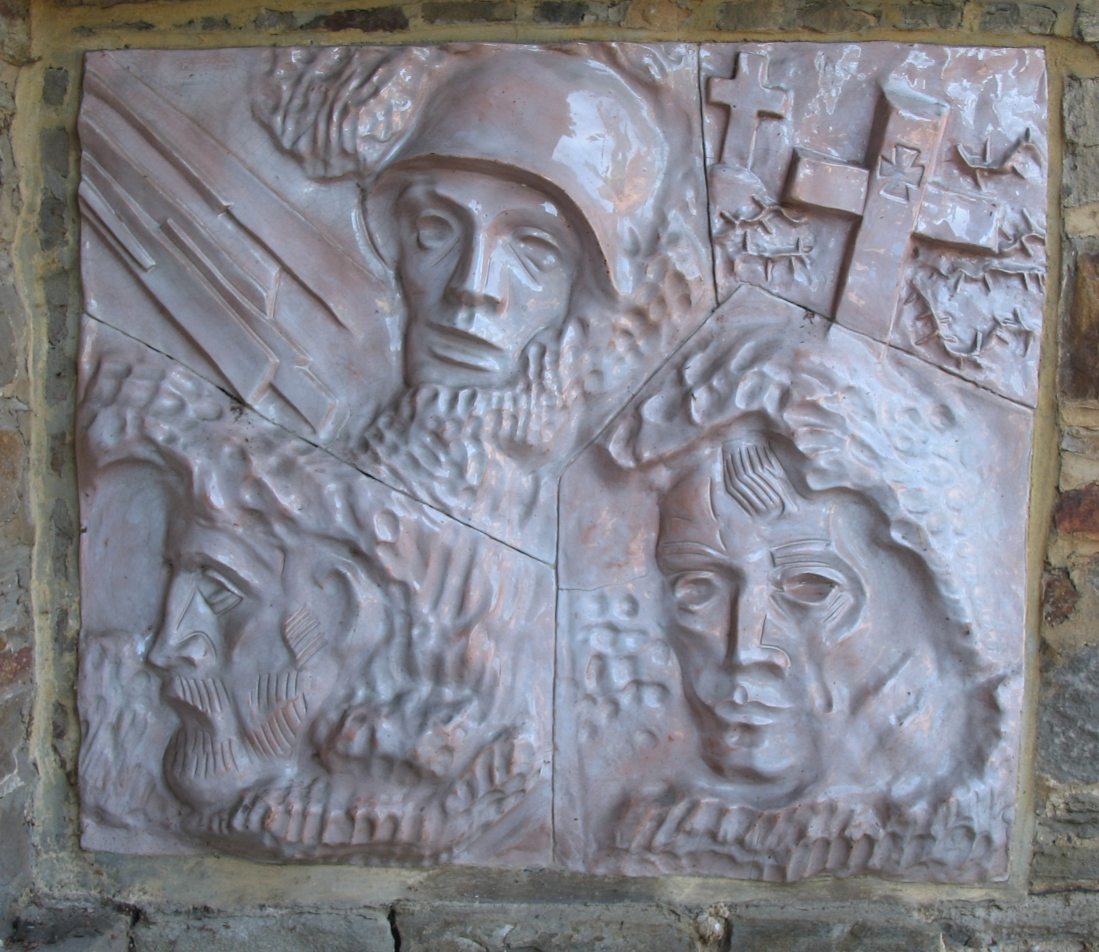
Keramikrelief Ehrenmal von W. Plotzke
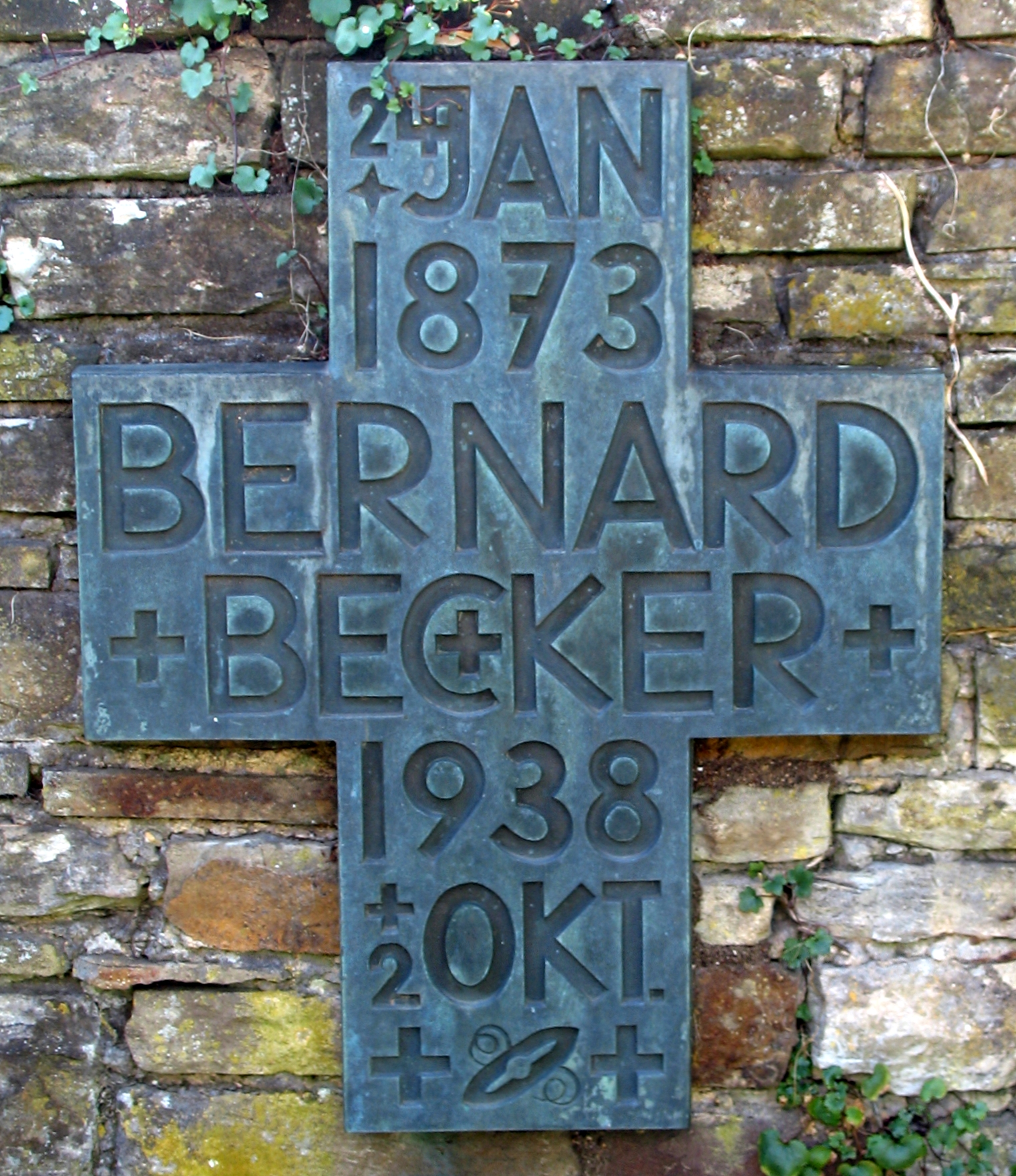
Grabkreuz Becker von W. Plotzke